# 人形佐七捕物帳
『人形佐七捕物帳』（にんぎょうさしちとりものちょう）は、横溝正史作の時代小説シリーズ、またそれを原作とした映画・テレビドラマ作品である。

## 概要
神田・於玉ヶ池（神田松枝町を経て現在の岩本町2丁目）に住む岡っ引の佐七が、次々と江戸の事件を解決してゆく。よく練られたトリックと冴え渡る推理、一見おどろおどろしい筋立てや濃密な性描写などが特徴である。人情話が主体で、成り行きで解決することも少なくない他の捕物帳ものとは一線を画す。美男で好色な佐七と焼きもち焼きの年上女房お粂との夫婦喧嘩、佐七の子分の江戸っ子の辰と上方っ子の豆六のやりとりなど、ユーモラスな描写もある。
全180編に及ぶ捕物（時代劇）シリーズで、岡本綺堂『半七捕物帳』、野村胡堂『銭形平次捕物控』、佐々木味津三『右門捕物帖』、城昌幸『若さま侍捕物手帖』と並んで五大捕物帳と称される。
2016年までに映画作品が16作品、テレビドラマ8作品が制作されている。

## 登場人物
佐七
岡っ引。寛政6年（1794年）生まれ。「人形左七」とまで呼ばれる京人形のような美男子ぶりに加え、気風がよく、度胸もある。男ぶりの良さに加え頭脳明晰で数多の事件を解決していることから、町娘たちを始終騒がせており、本人も女好きであるので、恋女房のお粂をやきもきさせている。
横溝によれば、名前は、マキノ・プロダクションの映画シリーズ「佐平次捕物帖」から「佐」、『半七捕物帳』の半七から「七」を一字ずつとったもの。ここから『江戸育御祭佐七』のお祭り佐七、それを演じた十五代市村羽左衛門が連想されたため、美男子だという設定になり、『半七捕物帳』の「津の国屋」に登場する美男の岡っ引き、人形常こと常吉から「人形」を借用して「人形佐七」としたものという。
お粂
佐七の年上の女房。寛政5年（1793年）生まれ。元花魁の美女。佐七とは事件を通じて知り合う。今でも佐七にべた惚れだが、もてすぎる亭主に「お前さん、あたしゃ悔しい!」と悋気が絶えない。佐七に頼まれて捜査に加わることもある。
横溝によれば、名前は、『半七捕物帳』の半七の妹の名をそのまま借用したもの。
辰五郎
下っ引で佐七の手下。寛政8年（1796年）生まれ（なお、同年は辰年である）。通称“辰” “巾着の辰五郎”。江戸っ子気質でそそっかしい。豆六の兄貴分で、上方出身の豆六をからかいながらもかわいがっている。雷が苦手。
豆六
下っ引で佐七の手下。寛政10年（1798年）生まれ（なお、同年は午年である）。うらなりの豆六。馬面。上方の藍玉問屋の子で、御用聞きに憧れて江戸に下ってきた。いまだに上方言葉が抜けず、口達者なので、江戸っ子で兄貴分の辰とは口喧嘩が絶えない。蛇が苦手。
神埼甚五郎
南町奉行所の与力。佐七を手下として、目をかけている。佐七も敬服しており、一時御改革のあおりで甚五郎が御役御免（＝リストラ）となったときは、佐七も十手を返上した。
吉兵衛
古顔の岡っ引き。“このしろの吉兵衛”とあだ名される。音羽周辺を縄張りとする。佐七の父・伝次と兄弟の盃を交わした仲で、現在も佐七の親代わりとして面倒を見ている。
茂平次
岡っ引。通称“海坊主の茂平次”。浅草鳥越を縄張りとする。佐七より20年は年長だが、あからさまにライバル視し、張り合っている。とにかく怪しい奴はしょっ引いて吐かせるという荒っぽい捜査を行う。
お源
辰五郎の伯母。両国のおででこ芝居で下座の三味線をひいている。

## シリーズ一覧
このシリーズは多くが短編で作品数が多数であるうえ、新聞、雑誌、単行本を含む多様な媒体で発表されており、改稿再発表も多く、改稿に際して改題した事例や主人公が異なる捕物帳を佐七に改稿した事例もあるため、全作品を網羅することが困難になっている。1973 - 1975年に春陽文庫から刊行された「全集」には150作が収録されたが多数の未収録作品があった。その後の研究で「全集」未収録は30作とされ、2003 - 2004年に刊行された『横溝正史時代小説コレクション』（出版芸術社）に収録された。さらに、2019 - 2021年には春陽堂書店が全180作を発表順に収録した「完本」を刊行した。なお、2006 - 2007年の嶋中文庫も全集未収録作品を含めて発表順に収録しているが、脱落している作品があるうえ中断している。
完 = 完本人形佐七捕物帳（春陽堂書店）
全 = 人形佐七捕物帳全集（春陽文庫）
捕 = 横溝正史時代小説コレクション捕物篇（出版芸術社）
嶋 = 人形佐七捕物帳（嶋中文庫）
|        |         |        | 「完本」での表題 | 原型、別題等                                             |
| ------ | ------- | ------ | ---------------- | -------------------------------------------------------- |
| 完一01 | 全01-01 | 嶋1-01 | 羽子板娘         | ←羽子板三人娘                                            |
| 完一02 | 全12-02 | 嶋1-02 | 謎坊主           | →二枚の絵馬                                              |
| 完一03 | 全01-03 | 嶋1-03 | 歎きの遊女       |                                                          |
| 完一04 | 捕1-01  | 嶋1-04 | 山雀供養         |                                                          |
| 完一05 | 捕1-02  |        | 山形屋騒動       |                                                          |
| 完一06 | 全11-05 | 嶋1-05 | 非人の仇討       | →水色頭巾、振袖変化、宮芝居                              |
| 完一07 | 捕1-03  | 嶋1-06 | 三本の矢         | （→死神の矢）                                            |
| 完一08 | 捕1-04  |        | 犬娘             | ←謎の生葬礼                                              |
| 完一09 | 捕1-05  | 嶋1-07 | 幽霊山伏         | ←山伏幽霊                                                |
| 完一10 | 全02-01 | 嶋1-08 | 屠蘇機嫌女夫捕物 | →謎の折鶴、黄色の折鶴                                    |
| 完一11 | 全09-09 |        | 仮面の若殿       | ←仮面の囚人                                              |
| 完一12 | 全12-10 | 嶋1-09 | 座頭の鈴         |                                                          |
| 完一13 | 全14-03 | 嶋1-10 | 花見の仮面       | ←越後屋騒動                                              |
| 完一14 | 全01-04 | 嶋2-01 | 音羽の猫         | →金色の猫、金色の爪                                      |
| 完一15 | 全13-05 | 嶋2-02 | 二枚短冊         | →双生児短冊                                              |
| 完一16 | 全06-05 | 嶋2-03 | 離魂病           | ←佐七離魂病、→二人佐七、幻の佐七、佐七ふたり、ふたつ面影 |
| 完一17 | 捕1-06  | 嶋2-04 | 名月一夜狂言     | ←一夜狂言                                                |
| 完一18 | 全01-05 | 嶋2-05 | 螢屋敷           | →小判屋敷                                                |
| 完一19 | 全05-11 | 嶋2-06 | 黒蝶呪縛         | ←胡蝶御前                                                |
| 完一20 | 全01-09 | 嶋2-07 | 稚児地蔵         |                                                          |
| 完二01 | 全03-12 | 嶋2-08 | 敵討人形噺       | →風流人形噺、愛憎人形殺し                                |
| 完二02 | 全03-01 | 嶋2-09 | 恩愛の凧         |                                                          |
| 完二03 | 全09-04 | 嶋2-10 | まぼろし役者     |                                                          |
| 完二04 | 全13-02 | 嶋3-01 | いなり娘         |                                                          |
| 完二05 | 全10-04 |        | 括猿の秘密       |                                                          |
| 完二06 | 全14-05 |        | 戯作地獄         |                                                          |
| 完二07 | 全01-06 | 嶋3-03 | 佐七の青春       |                                                          |
| 完二08 | 捕1-07  | 嶋3-02 | 振袖幻之丞       |                                                          |
| 完二09 | 全08-06 | 嶋3-04 | 幽霊姉妹         |                                                          |
| 完二10 | 全12-07 | 嶋3-05 | 二人亀之助       |                                                          |
| 完二11 | 全06-08 | 嶋3-06 | 風流六歌仙       |                                                          |
| 完二12 | 全08-09 | 嶋3-07 | 生きている自来也 |                                                          |
| 完二13 | 捕1-08  | 嶋3-08 | 血染め表紙       | ←漂流奇譚                                                |
| 完二14 | 全13-06 | 嶋3-09 | 怪談五色猫       | ←[鷺]                                                    |
| 完二15 | 全06-10 | 嶋3-10 | 本所七不思議     |                                                          |
| 完二16 | 全10-02 | 嶋4-01 | 紅梅屋敷         | ←矢がすりの女                                            |
| 完二17 | 捕1-09  | 嶋4-02 | からくり御殿     | ←[甚]                                                    |
| 完二18 | 捕1-10  |        | お化小姓         | ←[甚]河童若衆                                            |
| 完二19 | 全11-07 | 嶋4-03 | 嵐の修験者       | （←嵐の道化師）                                          |
| 完三01 | 全07-02 | 嶋4-04 | 血屋敷           | ←新皿屋敷、妖説血屋敷、→お銀狂乱                         |
| 完三02 | 全04-09 | 嶋4-05 | 敵討走馬燈       | ←[鷺]                                                    |
| 完三03 | 全09-07 | 嶋4-06 | 捕物三つ巴       | ←[甚]南京人形                                            |
| 完三04 | 捕1-11  |        | いろは巷談       | ←[鷺]いろは政談                                          |
| 完三05 | 捕1-12  | 嶋4-07 | 清姫の帯         | ←[甚]                                                    |
| 完三06 | 全01-08 | 嶋4-08 | 鳥追人形         | ←[鷺]                                                    |
| 完三07 | 全05-05 | 嶋4-09 | まぼろし小町     | ←[近]、→謎の錦絵                                         |
| 完三08 | 全14-04 | 嶋4-10 | 身代り千之丞     | ←[甚]                                                    |
| 完三09 | 全11-10 |        | 出世競べ三人旅   | ←[鷺]                                                    |
| 完三10 | 全03-07 |        | 怪談閨の鴛鴦     | ←[甚]、→花扇人形                                         |
| 完三11 | 全11-04 |        | 人面瘡若衆       | ←[甚]滝夜叉達磨、人面瘡綺譚                              |
| 完三12 | 全09-05 |        | 蝙蝠屋敷         | （←血蝙蝠）                                              |
| 完三13 | 捕1-13  |        | 笛を吹く浪人     | ←[甚]                                                    |
| 完三14 | 全13-09 |        | 狼侍             | ←（盲目の犬）、めくら狼                                  |
| 完三15 | 全04-01 |        | 日蝕御殿         |                                                          |
| 完三16 | 全05-12 |        | 雪達磨の怪       |                                                          |
| 完三17 | 全06-07 |        | 坊主斬り貞宗     |                                                          |
| 完四01 | 全02-04 |        | すっぽん政談     | →恋の元祖裁き                                            |
| 完四02 | 全11-08 |        | 唐草権太         |                                                          |
| 完四03 | 全01-07 |        | ほおずき大尽     |                                                          |
| 完四04 | 全10-01 |        | 小倉百人一首     | ←謎の百人一首                                            |
| 完四05 | 全01-11 |        | 双葉将棋         |                                                          |
| 完四06 | 全04-12 |        | 妙法丸           |                                                          |
| 完四07 | 全07-08 |        | 鶴の千番         |                                                          |
| 完四08 | 全11-06 |        | 半分鶴之助       |                                                          |
| 完四09 | 全08-04 |        | お俊ざんげ       | ←[紫]妻恋太夫                                            |
| 完四10 | 全03-09 |        | 七人比丘尼       |                                                          |
| 完四11 | 全11-03 |        | 鼓狂言           | →女護ヶ島                                                |
| 完四12 | 全10-09 |        | お玉が池         |                                                          |
| 完四13 | 全12-06 |        | 百物語の夜       | →百物語                                                  |
| 完四14 | 全10-05 |        | 睡り鈴之助       | →業平鈴之助                                              |
| 完四15 | 全07-10 |        | 団十郎びいき     |                                                          |
| 完四16 | 全08-10 |        | 河童の捕物       | ←河童の仇討、→河童の恋人                                 |
| 完五01 | 全13-04 |        | 日本左衛門       |                                                          |
| 完五02 | 捕1-14  |        | 殿様乞食         |                                                          |
| 完五03 | 全07-05 |        | 狸御殿           |                                                          |
| 完五04 | 捕2-01  |        | 凧のゆくえ       |                                                          |
| 完五05 | 全02-12 |        | 雪女郎           |                                                          |
| 完五06 | 全02-03 |        | 雛の呪い         |                                                          |
| 完五07 | 全13-03 |        | 巡礼塚由来       | ←消える巡礼                                              |
| 完五08 | 全07-04 |        | 武者人形の首     |                                                          |
| 完五09 | 全13-07 |        | 蛇を使う女       |                                                          |
| 完五10 | 全03-11 |        | 狸の長兵衛       |                                                          |
| 完五11 | 全06-01 |        | 銀の簪           | →銀簪罪あり、（扉の中の女、扉の影の女）                  |
| 完五12 | 全06-02 |        | 夢の浮橋         |                                                          |
| 完五13 | 全06-03 |        | 藁人形           | →呪いの藁人形                                            |
| 完五14 | 全03-04 |        | 春色眉かくし     |                                                          |
| 完五15 | 全06-04 |        | 夜毎来る男       |                                                          |
| 完五16 | 全07-06 |        | 化物屋敷         |                                                          |
| 完五17 | 全08-03 |        | 吉様まいる       |                                                          |
| 完五18 | 全03-10 |        | 女易者           |                                                          |
| 完五19 | 全02-11 |        | どもり和尚       |                                                          |
| 完五20 | 全10-08 |        | 狸ばやし         | →もののけ異変                                            |
| 完五21 | 捕1-15  |        | お化祝言         | ←竹法螺                                                  |
| 完五22 | 全14-01 |        | 松竹梅三人娘     | ←松竹梅、→春姿松竹梅                                     |
| 完五23 | 全13-08 |        | かんざし籤       |                                                          |
| 完六01 | 全11-02 |        | 孟宗竹           | ←[金]                                                    |
| 完六02 | 全02-07 |        | 白羽の矢         | →消えた小町                                              |
| 完六03 | 全09-08 |        | 丑の時参り       |                                                          |
| 完六04 | 全04-02 |        | 角兵衛獅子       | ←[金]雪の夜話、→[若]幽霊兄弟                             |
| 完六05 | 全01-10 |        | 石見銀山         |                                                          |
| 完六06 | 全06-09 |        | 緋鹿の子娘       | ←緋鹿子の狂女、→緋鹿の小娘                               |
| 完六07 | 全08-05 |        | 比丘尼宿         | ←怪談比丘尼宿、→色比丘尼、妖説色比丘尼                   |
| 完六08 | 全03-08 |        | 八つ目鰻         |                                                          |
| 完六09 | 全08-07 |        | 浄玻璃の鏡       | →浄玻璃の手紙、（渦の中の女、白と黒）                    |
| 完六10 | 全12-05 |        | 妖犬伝           |                                                          |
| 完六11 | 全05-07 |        | 猫屋敷           | ←猫侍                                                    |
| 完六12 | 全12-08 |        | きつねの宗丹     | ←[金]狐医者                                              |
| 完六13 | 全04-10 |        | 恋の通し矢       | ←[金]通し矢秘聞                                          |
| 完六14 | 捕2-02  |        | お高祖頭巾の女   | ←[金]お高祖頭巾、（→黒蘭姫）                             |
| 完六15 | 全09-10 |        | 白痴娘           | ←唖娘                                                    |
| 完六16 | 全14-06 |        | 緋牡丹狂女       |                                                          |
| 完六17 | 全07-03 |        | 女虚無僧         |                                                          |
| 完六18 | 捕2-03  |        | 水晶の珠数       | ←[金]数珠を追う影、→水晶珠の謎、珠数の彫物               |
| 完六19 | 全14-08 |        | からくり駕籠     | ←[金]                                                    |
| 完六20 | 全04-05 |        | 艶説遠眼鏡       | ←風流遠眼鏡                                              |
| 完七01 | 全08-01 |        | 万歳かぞえ唄     | ←[金]謎のかぞえ唄、囮り萬歳、→風流かぞえ唄               |
| 完七02 | 全04-08 |        | 好色いもり酒     |                                                          |
| 完七03 | 全10-06 |        | ふたり後家       |                                                          |
| 完七04 | 捕2-04  |        | 影右衛門         | ←[金]                                                    |
| 完七05 | 捕2-05  |        | 人魚の彫物       |                                                          |
| 完七06 | 捕2-06  |        | 相撲の仇討       | ←[金]                                                    |
| 完七07 | 捕2-07  |        | 山吹薬師         | （→魔女の暦）                                            |
| 完七08 | 全05-01 |        | 春宵とんとんとん |                                                          |
| 完七09 | 全09-02 |        | からかさ榎       | ←[金]黄昏長屋、化け物長屋                                |
| 完七10 | 全14-02 |        | 鬼の面           |                                                          |
| 完七11 | 全04-06 |        | 水芸三姉妹       | ←[門]                                                    |
| 完七12 | 全10-03 |        | 彫物師の娘       | ←[門]刺青師の娘                                          |
| 完七13 | 全05-04 |        | 女難剣難         |                                                          |
| 完七14 | 全04-11 |        | 万引き娘         | ←[金]お高祖頭巾、（→黒蘭姫）                             |
| 完七15 | 全05-03 |        | 蝶合戦           | ←[長]                                                    |
| 完七16 | 全01-02 |        | 開かずの間       |                                                          |
| 完八01 | 全14-07 |        | 影法師           |                                                          |
| 完八02 | 全03-06 |        | 地獄の花嫁       | →花嫁殺人魔                                              |
| 完八03 | 全12-09 |        | くらげ大尽       |                                                          |
| 完八04 | 全02-09 |        | たぬき汁         |                                                          |
| 完八05 | 全01-12 |        | うかれ坊主       |                                                          |
| 完八06 | 全07-09 |        | くらやみ婿       |                                                          |
| 完八07 | 全02-08 |        | 猫姫様           | ←[金]腰元忠義                                            |
| 完八08 | 全09-01 |        | 女刺青師         | →腰元刺青死美人                                          |
| 完八09 | 全03-03 |        | 神隠しにあった女 |                                                          |
| 完八10 | 全05-09 |        | 狐の裁判         | ←[門]十二匹の狐                                          |
| 完八11 | 全06-06 |        | 風流女相撲       | ←[門]                                                    |
| 完八12 | 全10-07 |        | 三日月おせん     | ←[内]南無三甚内、囮万歳                                  |
| 完八13 | 捕2-08  |        | 拝領の茶釜       | ←[若]雪だるま                                            |
| 完八14 | 全12-04 |        | 当り矢           | （→毒の矢）                                              |
| 完八15 | 捕2-09  |        | 通り魔           | ←[金]消える虚無僧、[伝]                                  |
| 完八16 | 全13-01 |        | 美男虚無僧       |                                                          |
| 完九01 | 全11-09 |        | 夜歩き娘         | ←[門]、夜歩き姉妹                                        |
| 完九02 | 全12-03 |        | お時計献上       | ←[金]                                                    |
| 完九03 | 全03-02 |        | ふたり市子       |                                                          |
| 完九04 | 全05-06 |        | 蛇性の淫         | ←蛇性の肌                                                |
| 完九05 | 全05-08 |        | 蛇使い浪人       |                                                          |
| 完九06 | 全09-03 |        | 色八卦           | ←色欲八卦                                                |
| 完九07 | 全09-06 |        | 舟幽霊           | ←[伝]船幽霊                                              |
| 完九08 | 全04-07 |        | たぬき女郎       |                                                          |
| 完九09 | 全05-10 |        | どくろ祝言       |                                                          |
| 完九10 | 全14-10 |        | 猫と女行者       |                                                          |
| 完九11 | 捕2-10  |        | かくし念仏       |                                                          |
| 完九12 | 全07-01 |        | 春姿七福神       | ←[門]、[伝]宝船殺人事件                                  |
| 完九13 | 全11-01 |        | 初春笑い薬       | ←笑い薬、→笑い茸                                         |
| 完九14 | 捕2-11  |        | 悪魔の富籤       | ←[紫]富籤五人組                                          |
| 完九15 | 全04-03 |        | 呪いの畳針       |                                                          |
| 完九16 | 全10-10 |        | 若衆かつら       |                                                          |
| 完九17 | 全04-04 |        | 花見の仇討       |                                                          |
| 完九18 | 全02-05 |        | 五つめの鍾馗     | ←五つの鍾馗                                              |
| 完九19 | 全02-06 |        | 遠眼鏡の殿様     |                                                          |
| 完十01 | 全08-08 |        | 三人色若衆       | ←彼岸の毒                                                |
| 完十02 | 全02-02 |        | 福笑いの夜       |                                                          |
| 完十03 | 全03-05 |        | 幽霊の見世物     | ←[伝]、幽霊の死                                          |
| 完十04 | 捕2-12  |        | 女祈禱師         |                                                          |
| 完十05 | 全08-02 |        | 神隠しばやり     | ←消える花嫁                                              |
| 完十06 | 全02-10 |        | 冠婚葬祭         | ←婚礼と葬式                                              |
| 完十07 | 全05-02 |        | 三河万歳         |                                                          |
| 完十08 | 捕2-13  |        | 番太郎殺し       |                                                          |
| 完十09 | 捕2-14  |        | 熊の見世物       |                                                          |
| 完十10 | 全14-09 |        | ろくろ首の女     | ←ろくろ首の娘                                            |
| 完十11 | 全07-07 |        | 雷の宿           | ←[伝]                                                    |
| 完十12 | 捕2-15  |        | 江戸名所図会     | ←[若]とんびの行方、[伝]江戸名所図絵                      |
| 完十13 | 全12-01 |        | 梅若水揚帳       | ←[文]恐怖の雪だるま                                      |
| 完十14 | 全13-10 |        | 浮世絵師         | ←[文]江戸の陰獣                                          |

[甚] = 不知火甚左（不知火捕物双紙）
[近] = 花吹雪の左近（左近捕物帳）
[鷺] = 鷺坂鷺十郎（鷺十郎捕物帳）
[紫] = 紫甚左（紫甚左捕物帳）
[内] = 不知火甚内（南無三甚内）
[金] = 朝顔金太（朝顔金太捕物帳）
[長] = 松平長七郎
[若] = 智慧若（智慧若捕物帳）
[門] = 服部左門（左門捕物帳）
[伝] = 黒門町伝七（伝七捕物帳）
[文] = お役者文七（お役者文七捕物暦）

### 収録書籍の書誌情報
- ほおずき大尽 人形佐七捕物帳全集1（1973年 春陽文庫 / 1984年 春陽文庫【新装版】 ISBN 4-394-10601-X）
- 遠眼鏡の殿様 人形佐七捕物帳全集2（1973年 春陽文庫 / 1984年 春陽文庫【新装版】 ISBN 4-394-10602-8）
- 地獄の花嫁 人形佐七捕物帳全集3（1973年 春陽文庫 / 1984年 春陽文庫【新装版】 ISBN 4-394-10603-6）
- 好色いもり酒 人形佐七捕物帳全集4（1974年 春陽文庫 / 1984年 春陽文庫【新装版】 ISBN 4-394-10604-4）
- 春宵とんとんとん 人形佐七捕物帳全集5（1974年 春陽文庫 / 1984年 春陽文庫【新装版】 ISBN 4-394-10605-2）
- 坊主斬り貞宗 人形佐七捕物帳全集6（1974年 春陽文庫 / 1984年 春陽文庫【新装版】 ISBN 4-394-10606-0）
- くらやみ婿 人形佐七捕物帳全集7（1974年 春陽文庫 / 1984年 春陽文庫【新装版】 ISBN 4-394-10607-9）
- 三人色若衆 人形佐七捕物帳全集8（1974年 春陽文庫 / 1984年 春陽文庫【新装版】 ISBN 4-394-10608-7）
- 女刺青師 人形佐七捕物帳全集9（1974年 春陽文庫 / 1984年 春陽文庫【新装版】 ISBN 4-394-10609-5）
- 小倉百人一首 人形佐七捕物帳全集10（1974年 春陽文庫 / 1984年 春陽文庫【新装版】 ISBN 4-394-10610-9）
- 鼓狂言 人形佐七捕物帳全集11（1974年 春陽文庫 / 1984年 春陽文庫【新装版】 ISBN 4-394-10611-7）
- 梅若水揚げ帳 人形佐七捕物帳全集12（1974年 春陽文庫 / 1984年 春陽文庫【新装版】 ISBN 4-394-10612-5）
- 浮世絵師 人形佐七捕物帳全集13（1974年 春陽文庫 / 1984年 春陽文庫【新装版】 ISBN 4-394-10613-3）
- 緋牡丹狂女 人形佐七捕物帳全集14（1975年 春陽文庫 / 1984年 春陽文庫【新装版】 ISBN 4-394-10614-1）
- 幽霊山伏 横溝正史時代小説コレクション―捕物篇1（2003年 出版芸術社 ISBN 978-4-88293-241-3）
- 江戸名所図絵 横溝正史時代小説コレクション―捕物篇2（2004年 出版芸術社 ISBN 978-4-88293-242-0）
- 人形佐七捕物帳1 嘆きの遊女（2005年 嶋中文庫 ISBN 978-4-86156-344-7）
- 人形佐七捕物帳2 音羽の猫（2005年 嶋中文庫 ISBN 978-4-86156-345-4）
- 人形佐七捕物帳3 幽霊姉妹（2005年 嶋中文庫 ISBN 978-4-86156-346-1）
- 人形佐七捕物帳4 嵐の修験者（2006年 嶋中文庫 ISBN 978-4-86156-347-8）
- 完本 人形佐七捕物帳 一（2019年 春陽堂書店 ISBN 978-4-394-19010-3）
- 完本 人形佐七捕物帳 二（2020年 春陽堂書店 ISBN 978-4-394-19011-0）
- 完本 人形佐七捕物帳 三（2020年 春陽堂書店 ISBN 978-4-394-19012-7）
- 完本 人形佐七捕物帳 四（2020年 春陽堂書店 ISBN 978-4-394-19013-4）
- 完本 人形佐七捕物帳 五（2020年 春陽堂書店 ISBN 978-4-394-19014-1）
- 完本 人形佐七捕物帳 六（2020年 春陽堂書店 ISBN 978-4-394-19015-8）
- 完本 人形佐七捕物帳 七（2021年 春陽堂書店 ISBN 978-4-394-19016-5）
- 完本 人形佐七捕物帳 八（2021年 春陽堂書店 ISBN 978-4-394-19017-2）
- 完本 人形佐七捕物帳 九（2021年 春陽堂書店 ISBN 978-4-394-19018-9）
- 完本 人形佐七捕物帳 十（2021年 春陽堂書店 ISBN 978-4-394-19019-6）

『横溝正史時代小説コレクション』は「怪奇篇」3編と「捕物篇」3編の併せて6編からなり、「捕物篇」のうちの2編に人形佐七捕物帳が収録されている。

## 選集など

### 自選人形佐七捕物帳（角川文庫）
- 羽子板娘（1977年 角川文庫 ISBN 4-04-130448-2）
  - 羽子板娘 / 恩愛の凧 / 浮世絵師 / 石見銀山 / 吉様まいる / 水芸三姉妹 / 色八卦 / うかれ坊主
- 神隠しにあった女（1977年 角川文庫 ISBN 4-04-130449-0）
  - 神隠しにあった女 / 好色いもり酒 / 百物語の夜 / 彫物師の娘 / ほおずき大尽 / 春宵とんとんとん / 緋鹿の子娘 / 三河万歳
- 舟幽霊（1977年 角川文庫 ISBN 4-04-130450-4）
  - 舟幽霊 / 万引き娘 / くらやみ婿 / 女難剣難 / 遠眼鏡の殿様 / 風流六歌仙 / 夜毎来る男 / 恋の通し矢

### 人形佐七捕物帳傑作選（角川文庫）
「傑作選」と題しているが、初めての読者にも読みやすいよう主要登場人物の初登場作品などを選んだもので、作品としての評価が高いものという選択ではない。
- 人形佐七捕物帳傑作選（2015年 角川文庫 ISBN 978-4-04-102483-6）
  - 羽子板娘 / 開かずの間 / 嘆きの遊女 / 螢屋敷 / お玉が池 / 舟幽霊 / 梅若水揚帳

### 人形佐七捕物帳ミステリ傑作選（創元推理文庫）
- 名月一夜狂言 人形佐七捕物帳ミステリ傑作選（末國善己編 / 2023年 創元推理文庫 ISBN 978-4-488-47821-6）

羽子板娘 / 名月一夜狂言 / 戯作地獄 / 生きている自来也 / 出世競べ三人旅 / 鶴の千番 / 春色眉かくし / 彫物師の娘 / 春宵とんとんとん / 狐の裁判 / 当り矢 / 風流女相撲 / たぬき汁 / 遠眼鏡の殿様 / 呪いの畳針 / ろくろ首の女 / 初春笑い薬

## 映像化作品

### 映画
- 羽子板の謎（1938年、松竹、主演:中村正太郎）
- 人形佐七捕物帖 通り魔（1953年、新東宝、主演:嵐寛寿郎）
- 人形佐七捕物帖 めくら狼（1955年、東宝、主演:小泉博）
- 人形佐七捕物帖 妖艶六死美人（1956年、新東宝、主演:若山富三郎）
- 人形佐七捕物帖 大江戸の丑満時（1957年、新東宝、主演:若山富三郎）
- 人形佐七捕物帖 花嫁殺人魔（1957年、新東宝、主演:若山富三郎）
- 人形佐七捕物帖 浮世風呂の死美人（1958年、新東宝、主演:若山富三郎）
- 人形佐七捕物帖 腰元刺青死美人（1958年、新東宝、主演:若山富三郎）
- 人形佐七捕物帖 鮮血の血房（1959年、新東宝、主演:中村竜三郎）
- 人形佐七捕物帖 裸姫と謎の熊男（1959年、新東宝、主演:中村竜三郎）
- 人形佐七捕物帖 般若の面（1960年、東映、主演:若山富三郎）
- 人形佐七捕物帖 くらやみ坂の死美人（1960年、東映、主演:若山富三郎）
- 人形佐七捕物帖 血染の肌着（1960年、東映、主演:若山富三郎）
- 人形佐七捕物帖 ふり袖屋敷（1960年、東映、主演:若山富三郎）
- 人形佐七捕物帖 恐怖の通り魔（1961年、東映、主演:若山富三郎）
- 人形佐七捕物帖 闇に笑う鉄火面（1961年、東映、主演:若山富三郎）

### テレビドラマ
- 人形佐七捕物帳（1960年、NET、主演:若柳敏三郎）
- 大衆名作座 人形佐七捕物帳（1965年、NHK総合、主演:松方弘樹）
- 人形佐七捕物帳（1971年、東宝・NET、主演:林与一）
- 人形佐七捕物帳（1977年、東映・テレビ朝日、主演:松方弘樹）
- 時代劇スペシャル 人形佐七捕物帳 死を呼ぶ猫は金の爪（1984年、俳優座映画放送部・映像京都・フジテレビ、主演:片岡孝夫（現片岡仁左衛門（15代）））
- 人形佐七捕物帳 佐七一番手柄（1990年9月25日、ユニオン映画・テレビ東京、主演:堤大二郎）
- 人形佐七捕物帳 凶悪けものを追え!江戸の華 美人役者に迫る魔手!（1992年4月7日、ユニオン映画・テレビ東京、主演:堤大二郎）
- 人形佐七捕物帳（2016年、BSジャパン・バンエイト、主演:要潤）[9]

## 漫画
- 横山光輝が「稚児地蔵」を漫画化している。
- 秋田書店の『サスペリアミステリー』誌で、2002年から2006年にかけて暁綾子、小川和美、上坂ナオ、佐藤千江子、たまいまきこ、鳥羽笙子、夏見咲帆、ひたか良らの競作でが漫画化された。
- 田中つかさの作画による漫画が『コミック乱ツインズ』（リイド社）に連載し、同社の単行本（全3巻）が発売されている。